# Терса (село, Саратовская область)
Терса — село в Вольском районе Саратовской области России, административный центр Терсинского муниципального образования.

## География
Село располагается на правом берегу Волги в 10 км к северо-востоку от города Вольска и в 120 км от Саратова. К западу от села находится посёлок Клены.
Село делит пополам река Артаниха, чуть восточнее села в Волгу впадает река Терса.

## Транспорт
Через село проходит региональная трасса Р228 (Волгоград — Сызрань), с районным центром село связано рейсовым автобусом. Имеется железнодорожная станция на ветке Вольск — Балаково.

## История
Село Архангельское было основано рыбаками московского Новоспасского монастыря на рубеже XVI и XVII веков на пересечении трёх рек: Волги, Терсы и Артанихи. Второе название, закрепившееся впоследствии как основное, селу дала одноимённая река. Из рыбацкого стана после переселения туда в 1632 году монастырских крепостных крестьян к 1638 году вырос крупный посёлок. Как село впервые упоминается в 1699 году.
В составе Вольского уезда Саратовской губернии Терса стала волостным центром. Крестьянами было организовано одно сельское общество.
После Октябрьской революции в Терсе был сформирован сельсовет, начал работу колхоз «Коммунар». Также в селе открылся филиал Вольского сельскохозяйственного техникума, созданный на базе дореволюционного сельского училища. В 1936 году в бывшем доме священника была организована библиотека, переведённая затем в особняк в центре села.

## Церковь
В 1871—1886 годах в селе строилась Богоявленская каменная церковь взамен старой (старый храм был разобран предположительно в начале XX века). Богослужения в церкви были прекращены 28 января 1930 года, после чего здание сначала использовалось под дом культуры, а затем было полностью разрушено, сохранился лишь фундамент. Рядом с этим местом начато строительства новой церкви в честь Богоявления Господня. Временно для богослужений было приспособлено помещение в одном из сельских домов. В праздник Крещения 19 января 2011 года в новом храме состоялось первое богослужение.

## Население
| 2002 | 2010  |
| ---- | ----- |
| 2673 | ↘2586 |

По данным переписи населения 2010 года в селе числилось 1213 мужчин и 1373 женщины.

## Инфраструктура
Отделения Сбербанка и почты, средняя общеобразовательная школа, детский сад, библиотека с фондом более десяти тысяч экземпляров и краеведческим музеем «Крестьянская изба». Главным предприятием является завод строительных изделий.

## Образование
В селе работает средняя общеобразовательная школа. Учреждение основано в 1915 году.

## Люди, связанные с селом
С 01.01.1906 по 1911 год диаконом в терсинской церкви и по совместительству законоучителем приходской школы служил будущий священномученик Иоанн Михайлов Днепровский.
Уроженцами Терсы являются:
- врач и общественный деятель Владимир Васильевич Вормс,
- революционер и депутат Государственной думы Российской империи Иван Андреевич Лопаткин,
- художник Виктор Семёнович Климашин,
- Герой Советского Союза Пётр Алексеевич Потрясов, удостоившийся этого высокого звания за отвагу и мужество, проявленные при форсировании реки Вуокса в 1945 году,
- Герой Советского Союза Павел Михайлович Богатов, награждённый в 1944 году за подвиг при форсировании Днепра.
- Герой Социалистического Труда, почётный гражданин Балаковского района Виктор Васильевич Еремеев,
- Капитан I ранга ВМФ СССР, первый командир барка «Крузенштерн» (1961—1972) Павел Васильевич Власов. Участник Великой Отечественной войны и Войны с Японией.

## Памятники
В центре села на улице Ленина установлен памятник погибшим на полях сражений Великой Отечественной войны односельчанам. Открытие стелы с барельефом скорбящей женщины было приурочено к 30-летию победы и состоялось в 1975 году.